# Marcel Bouzout
Marcel Bouzout Stefano (Montevideo, 2 marzo 1971) è un ex cestista uruguaiano.

## Carriera
Ha partecipato a cinque edizioni dei Campionati americani maschili di pallacanestro (1995, 1997, 1999, 2001, 2003).